# Montorio al Vomano
Montorio al Vomano é uma comuna italiana da região dos Abruzos, província de Teramo, com cerca de 8.032 habitantes. Estende-se por uma área de 53 km², tendo uma densidade populacional de 152 hab/km². Faz fronteira com Basciano, Colledara, Cortino, Crognaleto, Fano Adriano, Téramo, Tossicia.

## Demografia
| Variação demográfica do município entre 1861 e 2011                               |
|                                                                                   |
| Fonte: Istituto Nazionale di Statistica (ISTAT) - Elaboração gráfica da Wikipedia |